# Opération Catalogne
L'opération Catalogne est une conspiration policière impulsée par le gouvernement de Mariano Rajoy en 2012 qui a eu pour objectif de freiner le processus indépendantiste catalan. Les moyens utilisés comprennent les fausses rumeurs, la manipulation de données, la mise au point de rapports irréguliers, l'utilisation des services secrets, des fuites programmées dans la presse, des menaces pour obtenir une information confidentielle. 
C'est seulement l'une des ramifications de l'offensive contre l'indépendantisme catalan. Alors que cette opération aurait dû rester secrète, sa divulgation a fait grand bruit et a permis connaître l'identité de plusieurs personnes impliquées.
Lors de la manifestation du 11 septembre du 2012 avec sa devise « la Catalogne, nouvel État d'Europe », un million et demi de personnes manifestent dans les rues de Barcelone en faveur du droit à décider. Les dirigeants de la Police nationale déclenchent alors une opération secrète en dehors des procédures judiciaires et pour une bonne partie, en dehors même de la structure de la police.
L'opération consistait à enquêter et à rassembler des informations sur des hommes politiques favorables à l'indépendance de la Catalogne sans aucune autorisation judiciaire,. Le parti de gauche radicale Podemos a ensuite été également ciblé par l'opération. Ils le faisaient de deux façons: à travers une unité spéciale et secrète du Corps national de Police du royaume d'Espagne, dépendant du ministère de l'Intérieur, et aussi via l'ambassade espagnole à Andorre, dépendant du ministère des Affaires étrangères.

## Histoire
Le 6 juillet 2016, le commissaire du Corps national de police d'Espagne José Manuel Villarejo a révélé au palais de justice qu'il a travaillé avec l'ex-chef de l'unité des affaires intérieures, Marcelino Martín Blas, pour arrêter le processus indépendantiste. Villarejo a admis qu'il était chargé de « rechercher des délits », tandis que Martín Blas se consacrait à des « rendez-vous », des « histoires » et à « capter des sources »,,,. Il a aussi assuré que parmi les sources qu' avait captées Martín Blas, il y avait l'ex-directeur du bureau anti-corruption de Catalogne, Daniel de Alfonso, qui a été vu dans deux réunions en octobre 2014 avec le ministre de l'Intérieur espagnol, Jorge Fernández Díaz, et pendant lesquelles on présume qu'ils conspiraient pour trouver des preuves contre les hommes politiques indépendantistes catalans.
Le 11 juillet 2016 a été rendu public un rapport policier, signé par Marcelino Martín Blas, qui confirme l'existence de l'opération Catalogne et dans lequel il affirme qu'une des attributions du commissaire José Villarejo « pendant la dernière législature » était « le processus indépendantiste catalan »
Le 18 août 2016, l'ancien président de la Banque privée d'Andorre, Higini Cierco, a déclaré, au palais de justice, avoir reçu des pressions de membres du ministère de l'Intérieur du Gouvernement d'Espagne et des dirigeants policiers espagnols pour obtenir des informations bancaires de quelques hommes politiques indépendantistes et de leurs familles. Concrètement, il a assuré avoir reçu des menaces et des chantages de la part de Celestino Barroso, attaché de sécurité intérieure à l'ambassade d'Espagne à Andorre, et de Marcelino Martín Blas, commissaire en chef du département des Affaires Internes de la Police nationale espagnole,,. L'ex-avocat des frères Cierco, Jaume Bartumeu, confirme les menaces et les extorsions qu'ont fait subir la police espagnole aux Cierco,.
Le 30 août 2016, il a été rendu public que le président du Gouvernement d'Espagne, Mariano Rajoy, a participé à l'opération pour obtenir des informations sur des politiciens catalans. Le président a envoyé son chef de cabinet, Jorge Moragas, et le secrétaire d'État au Commerce, Jaime García-Legaz, à Andorre pour qu'ils convainquent les patrons de la BPA de leur livrer des relevés bancaires, en violation de la législation andorrane,.

## Commissions d'enquête
Une commission d'enquête sur les agissements du ministre Jorge Fernández Díaz a été mise en place par le Congrès espagnol le 9 mars 2017 . Le nom officiel de cette commission est « Commission d'investigation sur l'utilisation partisane au ministère de l'Intérieur, sous le mandat du ministre Fernández Díaz, des effectifs, moyens et ressources du département et des forces et des organes de la sécurité de l'État à des fins politiques ».
L'avis final a été approuvé par tous les groupes parlementaires, à l’exception de celui de Ciudadanos, qui s'est abstenu, et de celui du Parti populaire, qui a voté contre . Les conclusions 3 et 4 de l'avis final énoncent ce qui suit :
3. Au ministère de l'Intérieur de l'Espagne, sous le mandat de monsieur Jorge Fernández Díaz, utilisant de façon frauduleuse le catalogue de postes de travail, il s'est créé une structure policière sous les instructions de monsieur Ignacio Cosidó Gutiérrez, par ordre du DAO Eugenio Pino, avec la connaissance et consentement du ministre, destinée à entraver l'enquête sur les scandales de corruption qui affectaient le Parti populaire et à surveiller, enquêter et, à l'occasion, poursuivre des adversaires politiques. Par exemple : PSOE (comme en témoignent la création et travaux réalisés par le BARC), le nationalisme catalan (monsieur Trias) ou Podemos (rapport PISA).
4. Ces décisions ont conduit à une inacceptable utilisation partisane des effectifs, des moyens et des ressources du département de l'intérieur et des forces et corps de sécurité de l'État, avec un abus de pouvoir qui viole les règles essentielles de la démocratie et de l’État de droit.
Une seconde commission d'enquête, la commission d'investigation sur l'opération Catalogne, a été constituée le 21 avril 2017 au Parlement de Catalogne .
L'avis final de la commission a été approuvé en séance plénière par le Parlement de Catalogne le 7 septembre 2017. Ont voté pour les deux groupes indépendantistes Junts pel Sí i CUP et le groupe Catalunya Sí que és Pot, et contre le Parti populaire, tandis que le PSC et Ciudadanos se sont abstenus . Les conclusions 2.1 et 2.2 de l'avis final  énoncent ce qui suit :
2.1. L'opération la Catalogne est une conspiration pour essayer de freiner la dissidence politique en Catalogne, et en particulier le mouvement indépendantiste, conspiration qui a été menée, au moins, pendant les années où Jorge Fernández Díaz (2011-2017) a été ministre de l'Intérieur espagnol. Il s’agit d’une série d'actions de nature politique, policière et de renseignement qui ont cherché à réduire le soutien social à l'indépendantisme en tant qu’option politique en le discréditant […].
2.2. […] Pour ce faire, des rapports de police ont été créés sur la base d'un mélange de fausses informations avec des données obtenues frauduleusement et avec des élucubrations d'origine ambiguë ou anonyme, avec l'idée finale de fabriquer une histoire qui ait l’apparence d’un cas réel et éprouvé pour pouvoir le communiquer plus tard à la presse ou pour pouvoir le judiciariser.

## Personnes impliquées[24]
- Jorge Fernández Díaz : l'opération Catalogne s'est tenue alors qu'il était ministre de l'Intérieur et qu'il commandait la Police nationale. Les enregistrements de ses conversations avec Daniel de Alfonso en octobre du 2014 indiquent qu'il menait l'opération et que Rajoy en était informé. Avec De Alfonso, il a regardé quelles investigations de l'Office antifraude pouvaient être utilisées contre les partisans du processus  indépendantiste.
- Jorge Moragas : lorsqu'il était chef de cabinet du président espagnol, Moragas a envoyé plusieurs SMS à Victoria Álvarez pour la convaincre d'expliquer tout ce qu'elle savait de la famille Pujol.
- Daniel d'Alfonso : lorsqu'il dirigeait l'Office antifraude de Catalogne (2011-2016) , il a rencontré Fernández Díaz à Madrid pour discuter des meilleures cartes qu'ils avaient en leur possession qui permettraient démonter l'indépendantisme politique. Il a aussi passé un contrat, avec de l'argent public, avec une entreprise de Giménez Raso et Redondo Rodríguez liée à José Manuel Villarejo et à l'opération Catalogne.
- Eugenio Pino : pendant qu'il était directeur adjoint opérationnel de la Police nationale d'Espagne, juste sous Ignacio Cosidó, il fut le marionnettiste qui réellement manipulait les fils de l'opération Catalogne dans la police. Martín Blas, Fuentes Gago et, en théorie, même Villarejo suivaient ses ordres. Il est maintenant retraité.
- José Ángel Fuentes Gago : c'était la main droite d'Eugenio Pino et qui aurait organisé la réunion entre De Alfonso et le ministre. Il a enquêté sur le patrimoine de Villarejo et il est arrivé à la conclusion qu'il n'y avait rien d'irrégulier. Il est affecté actuellement à l'ambassade de La Haye.
- José Manuel Villarejo, alias « Manuel Villar », commissaire retraité du corps national de la Police d'Espagne, est le seul qui a admis l'existence de l'opération Catalogne - sans l'appeler ainsi -, pour laquelle il affirme qu'il a travaillé au travers d'entreprises privées en parallèle de son poste à la police. Il était en confrontation avec Martín Blas. Il aurait fait pression sur Victoria Álvarez pour qu'elle dénonce les Pujol.
- Rafael Redondo Rodríguez : détective privé et avocat, associé habituel du commissaire Villarejo, avec qui il partage une charge ou une direction dans huit entreprises, et dans treize avec le fils du commissaire. Il a aussi accompagné Victoria Álvarez à Madrid pour qu'elle dénonce les Pujol.
- Antonio Giménez Raso : policier en deuxième activité et associé du réseau patronal du commissaire Villarejo, il se faisait passer pour un agent en activité de l'unité policière qui lutte contre la corruption, sous le nom d'Andrés García, devant au moins une témoin du cas Pujol[25]. Il a travaillé avec Redondo dans une entreprise et il l'a fait avant dans celle que De Alfonso a employée pour chercher des microphones et caméras à l'Antifraude. Selon deux dénonciations et une série de messages WhatsApp, il faisait l'intermédiaire entre le noyau policier de l'opération Catalogne et les détectives Peribáñez et Tamarit.
- Marcelino Martín Blas, alias « Félix », alors qu'il était chef des Affaires Intérieures de la Police Nationale d'Espagne, il a été un des hommes forts de Pino et il dirigeait l'unité policière la plus secrète de la police jusqu'à ce que Fernández Díaz l'ait destitué. Il a une dispute ouverte avec Villarejo, qu'il considère comme un homme du CNI, avec qui il est aussi en conflit. Il a voyagé à Barcelone avec Olivera en 2012 pour essayer de convaincre les procureurs Bermejo et Sánchez Ulled de réactiver l'investigation du cas Millet, avec un brouillon de rapport apocryphe, et pour fouiller le siège de CDC. Après ne pas y être arrivé, le brouillon, basé sur une information trouvée sur internet, a fuité.
- José Luis Olivera, quand il était chef de l'unité de délits économiques et fiscaux (UDEF), il a voyagé avec Martín Blas à Barcelone. C'est l'actuel directeur du Centre d'intelligence contre le terrorisme et le crime organisé (CITCO).
- María Victoria Álvarez : après avoir rompu sa relation sentimentale avec Jordi Pujol Ferrusola, Álvarez a mis en route en 2013 le cas Pujol en révélant la présumée évasion fiscale de la famille devant le juge Pablo Ruz à l'Audience Nationale. Mais quand elle a fait cette déclaration, cela faisait déjà trois ans qu'elle avait expliqué beaucoup des faits à Sánchez-Camacho, lors d'un déjeuner controversé au restaurant barcelonais La Camarga, qui a eu lieu en juillet du 2010. Le déjeuner a été enregistré en cachette et cet enregistrement a filtré dans les médias.
- Alícia Sánchez-Camacho : alors qu'elle était présidente du Parti populaire catalan, elle était au courant des irrégularités des Pujol, au minimum trois années avant qu'elles ne soient portées devant les tribunaux, lors du déjeuner à la Camarga avec Álvarez. Là elle lui a dit qu'elle avait de bons contacts avec la police et qu'elle informait de tout Rajoy et Moragas. Tout en assurant ne pas savoir que Método 3 avait enregistré la conversation avec Álvarez, elle a trouvé un accord pour stopper le procès judiciaire contre l'agence de détectives.
- Javier de la Rosa : avocat et entrepreneur qui est l'une des principales sources du commissaire Villarejo sur les Pujol, et qui aurait touché des fonds contre ses services d'informateur. Il a apporté à la cause judiciaire des données sur l'aîné des fils Pujol. Redondo l'a accompagné pour faire sa déclaration devant le juge Ruz.
- Francisco Nicolás Gómez Iglesias : plus connu comme le Petit Nicolás, c'est un étudiant en droit qui se serait fait passer pour un collaborateur du CNI, du gouvernement de Rajoy et de la monarchie espagnole. Il a enregistré quand on offrait de l'argent à De la Rosa en échange d'informations sur les Pujol. Il a été arrêté en octobre 2014 et le premier média qui a parlé de l'arrestation était un site internet lié à Villarejo.
- Julián Peribáñez et Antonio Tamarit : détectives de Método 3 qui auraient fait des filatures de politiciens catalans et de commandants des Mossos pour l'opération Catalogne[2].
- Celestino Barroso, attaché de sécurité intérieure à l'ambassade d'Espagne à Andorre
- Bonifacio Díaz, alias « Boni », ex-attaché de sécurité intérieure à l'ambassade d'Espagne à Andorre

## Référence
1. 1 2  (ca) « Operació Catalunya », sur Corporació Catalana de Mitjans Audiovisuals (consulté le 24 mai 2017)
2. 1 2  (ca) Enric Borràs, « Qui és qui en l'operació Catalunya? », Diari Ara,‎ 1er février 2017 (lire en ligne, consulté le 24 mai 2017)
3. ↑  (ca) « La policia espanyola perd un llapis de memòria amb informació de l'operació Catalunya’ », sur Vilaweb, 7 juillet 2016 (consulté le 24 mai 2017)
4. ↑  « Espagne: le gouvernement empêtré dans un nouveau scandale avant les élections », sur L'Express, 23 juin 2016 (consulté le 15 janvier 2022)
5. ↑  « En Espagne, la justice se saisit de l’espionnage politique des indépendantistes catalans », Le Monde.fr,‎ 25 janvier 2024 (lire en ligne)
6. ↑  (ca) « Un comissari espanyol admet al jutjat l'existència d'una ‘operació Catalunya’ », VilaWeb,‎ 6 juillet 2016 (lire en ligne, consulté le 18 aout 2016)
7. ↑  (ca) Josep Casulleras, « El disseny de la claveguera: com funcionava l'operació Catalunya? », VilaWeb,‎ 7 juillet 2016 (lire en ligne, consulté le 11 juillet 2016)
8. ↑  (ca) Núria Orriols, « Villarejo confirma l'existència d'una ‘operació Catalunya’ », Ara,‎ 7 juillet 2016 (lire en ligne, consulté le 11 juillet 2016)
9. ↑  (ca) « El comissari Villarejo revela davant del jutge l'existència d'una operació Catalunya », Corporació Catalana de Mitjans Audiovisuals,‎ 7 juillet 2016 (lire en ligne, consulté le 18 août 2016)
10. ↑  (ca) « Police report confirms existence of ‘Operation Catalonia’ during Spanish Government’s last term of office », Catalan News Agency,‎ 12 juillet 2016 (lire en ligne, consulté le 18 août 2016)
11. ↑  (ca) Margarita Batallas, « Un informe policial confirma que hi havia una 'operació Catalunya' », El Periódico,‎ 11 juillet 2016 (lire en ligne, consulté le 11 juillet 2016)
12. ↑  (ca) Jordi Palmer, « Marcelino Martín Blas, el nom que vincula les amenaces a BPA amb l'Operació Catalunya », El Nacional,‎ 18 août 2016 (lire en ligne, consulté le 18 août 2016)
13. ↑  (ca) « La declaració de Cierco a la Batllia compromet l'ambaixada espanyola », Diari d'Andorra,‎ 20 août 2016 (lire en ligne, consulté le 20 août 2016)
14. ↑  « Andorra bank accuses Spain of blackmail to harm Mas and Junqueras », Ara,‎ 20 août 2016 (lire en ligne, consulté le 20 août 2016)
15. ↑  (ca) « Bartumeu confirma les amenaces als Cierco i explica que va ser ell qui ho va comunicar a Martí », Ara,‎ 19 août 2016 (lire en ligne, consulté le 20 août 2016)
16. ↑  (ca) « Bartumeu assegura haver informat personalment el Govern de les extorsions de la policia espanyola als Cierco el març del 2015 », Ràdio i Televisió d'Andorra,‎ 19 août 2016 (lire en ligne, consulté le 20 août 2016)
17. ↑  (ca) « Rajoy, instigador de les coaccions a la banca andorrana », El Nacional,‎ 30 août 2016 (lire en ligne, consulté le 3 septembre 2016)
18. ↑  (ca) Ernesto Ekaizer, « Moragas, en el laberint de la seva operació Catalunya », Ara,‎ 30 août 2016 (lire en ligne, consulté le 3 septembre 2016)
19. ↑  (es) Leonor Mayor Ortega, « La oposición concluye que existió la Operación Caralunya », La Vanguardia,‎ 20 juillet 2017 (lire en ligne, consulté le 13 janvier 2021)
20. ↑  (es) « El Congreso señala a Fernández Díaz, Cosidó y Pino como responsables del uso "partidista" de Interior », RTVE,‎ 20 juillet 2017 (lire en ligne, consulté le 10 juin 2018)
21. ↑  (ca) « Dictamen de la Comissió d'Investigació sobre l'Operació Catalunya. BOPC nº 498 », 1er septembre 2017 (consulté le 13 avril 2018)
22. ↑  (es) « Aprobadas conclusiones comisión de investigación ‘Operación Cataluña’ », La Vanguardia,‎ 7 septembre 2017 (lire en ligne, consulté le 3 mai 2018)
23. ↑  (ca) « Dictamen de la Comissió d'Investigació sobre l'Operació Catalunya. BOPC nº 498 », 1er septembre 2017 (consulté le 13 avril 2018)
24. ↑  (ca) « Qui és qui en l'operació Catalunya », sur Rac1, 21 juin 2017 (consulté le 22 juin 2017)
25. ↑  (es) Carlos Enrique, « Interior pagó con fondos reservados a detectives que fingieron ser agentes de la UDEF en la 'Operación Cataluña' », sur Público, 11 janvier 2017 (consulté le 24 mai 2017)

- (ca) Cet article est partiellement ou en totalité issu de l’article de Wikipédia en catalan intitulé « Operació Catalunya » (voir la liste des auteurs).